# Даму
АО «Фонд разви́тия предпринима́тельства „Даму́“» (Фонд «Даму́») (от каз. даму — «расти, развиваться») — государственный фонд в Казахстане, 
основная цель которого  — стимулирование становления и экономического роста субъектов малого и среднего предпринимательства в Республике Казахстан, повышение эффективности использования финансовых средств государства, направляемых на поддержку малого и среднего бизнеса.Фонд образован согласно постановлению Правительства Республики Казахстан от 26.04.1997г. № 665 «О создании фонда развития малого предпринимательства»
Задачи Фонда «Даму»:
1. Расширение кредитования микро-бизнеса, разработка и реализация инструментов поддержки МФО и кредитных товариществ
2. Увеличение доли охвата действующих ММСП финансовыми программами Фонда
3. Повышение экономической эффективности поддерживаемых предприятий ММСП
4. Привлечение дополнительных источников финансирования
5. Достижение запланированного уровня финансовых результатов деятельности
6. Автоматизация бизнес процессов
7. Повышение уровня корпоративного управления
На 2014 год Фонд «Даму» — это национальный институт развития, 100 % акций которого принадлежат АО НУХ «Байтерек».
Миссией Фонда является активная роль в устойчивом развитии микро, малого и среднего предпринимательства (ММСП) в Казахстане, посредством реализации комплексных и эффективных инструментов поддержки.
Видение Фонда к 2023 году – национальный институт развития – инициатор и реализатор программ по поддержке и развитию ММСП.

## История
Предпосылками для создания Фонда стали Закон Республики Казахстан от 4 июля 1992 г. «О защите и поддержке частного предпринимательства» и постановления Президента Республики Казахстан от 5 мая 1992 г. «О государственной программе поддержки и развития предпринимательства в Республике Казахстан на 1992—1994 гг.» и от 10 июня 1994 г. «О государственной программе поддержки и развития предпринимательства в Республике Казахстан на 1994—1996 гг.».
6 марта 1997 г. — Президентом Республики Казахстан был издан указ, который стал основой для создания АО «Фонд развития малого предпринимательства»(В целях усиления государственной поддержки и активизации развития малого предпринимательства — Указ Президента Республики Казахстан от 6 марта 1997 г. № 3398 «О мерах по усилению государственной поддержки и активизации развития малого предпринимательства».).
26 апреля 1997 г. — вышло Постановление Правительства Республики Казахстан от 26 апреля 1997 г. № 665 «О создании Фонда развития малого предпринимательства».
18 августа 1997 г. АО «Фонд развития малого предпринимательства» приступило к работе.
C 2004 г. Фонд начал реализацию Программы по финансовому лизингу.
В 2004 году стартовала «Программа развития малых городов на 2004—2006 гг.» По состоянию на 1 января 2007 г. по данной программе профинансирован 281 проект на сумму 1 484,4 млн. тенге. Создано и поддержано 2 935 рабочих мест. В 2006 г. программа была выполнена и закрыта.
В 2006 году акционером Фонда становится АО "Фонд устойчивого развития «Қазына».
На 1 октября 2007 г. Фондом за счет собственных средств по проектному финансированию и лизингу профинансировано более 2000 проектов на общую сумму более 21 800,0 млн. тенге. Поддержано и создано более 20 тыс. рабочих мест.
В течение 2005—2007 гг. из республиканского бюджета Фонду выделены средства на капитализацию в размере 29 млрд тенге на поддержку малого предпринимательства.
В конце 2007 г. изменилось название Фонда с АО «Фонд развития малого предпринимательства» на АО "Фонд развития предпринимательства «Даму». Расширились полномочия по поддержке среднего предпринимательства.
В середине сентября 2008 года через Фонд «Даму» государством было выделено 50 миллиардов тенге на кредиты субъектов МСБ.
С 2010 года Фонд приступил к реализации Программы «Дорожная карта бизнеса 2020», в рамках которой оказывается поддержка всем субъектам частного предпринимательства.
С 2010 года Фонд «Даму» является финансовым агентом субсидирования ставок вознаграждения по кредитам предпринимателей и гарантирования кредитов предпринимателей перед банками, а также выполняет функции оператора программ по обучению и консультированию в рамках государственной программы «Дорожная карта бизнеса 2020» (далее – программа «ДКБ 2020»).
C 2015 года Фонд «Даму» является финансовым агентом, осуществляющим реализацию и мониторинг финансовой поддержки (субсидирование ставок вознаграждения по кредитам предпринимателей, гарантирование кредитов предпринимателей перед банками) в рамках Единой программы поддержки и развития бизнеса «Дорожная карта бизнеса 2020».
В 2012-2014 гг. созданы 18 Центров обслуживания предпринимателей во всех областных центрах и городах Астана, Алматы, Семей, Туркестан, а также 14 мобильных Центров поддержки предпринимательства.

## Председатели Правления
- Мукушев Булат (2009—2011)
- Бурибаева Гаухар